# Trot

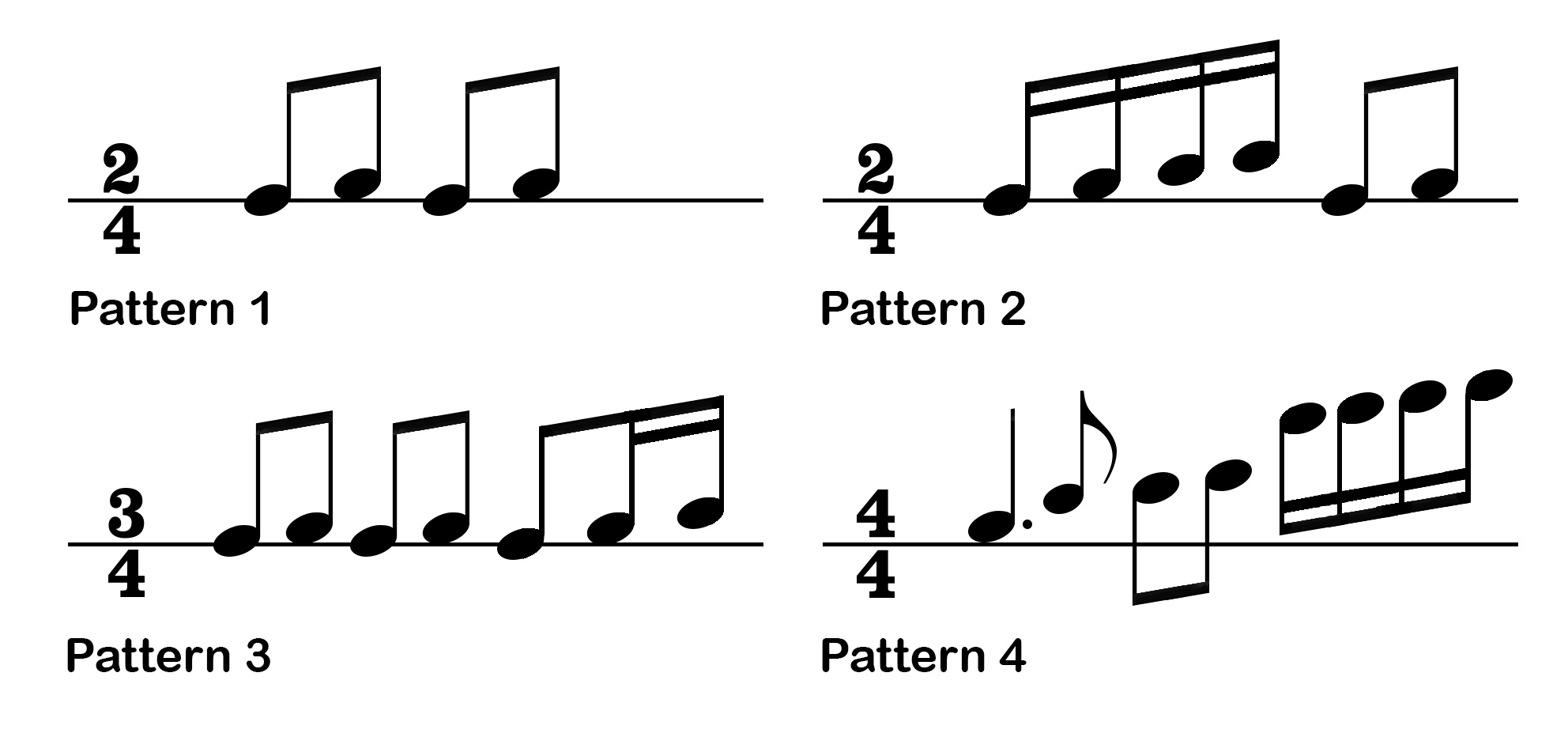
Ritmos utilizados en el Trot.

Trot es un género musical de Corea, es reconocido como la forma más antigua de la música pop coreana. Formulado durante el dominio japonés en el año 1900, el género ha sido influenciado por elementos musicales japoneses, occidentales y coreanos. Además, ha adoptado diferentes nombres, tales como yuhaengga, ppongjjak, y más recientemente t'urotu (teuroteu; la pronunciación coreana de la palabra trote). 
La popularidad del género se redujo durante la década de 1990, y más recientemente, ha sido objeto de reposiciones de artistas pop de Corea del Sur contemporáneos como Jang Yun-jeong, Onew miembro de SHINee, Daesung miembro de BIGBANG y la subunidad de Super Junior: Super Junior T

## Etimología
El nombre deriva de un acortamiento del "foxtrot". 

## Características
La música Trot se describe como el ritmo de dos tiempos o ritmo binario (Que está compuesto de dos elementos), 
Tradicionalmente de siete a cinco estrofas silábicas, y el estilo vocal único llamado Gagok.

## Antecedentes
La música Trot se creó durante el dominio colonial de Japón sobre Corea 1910-1945. La forma inicial de la música trot eran traducciones de canciones populares occidentales o japonesas, llamado yuhaeng changga (lit., versión popular de la canción). Yun Sim-deok es a menudo considerado 1,926 grabación "In Praise of Death" 's como el primer changga yuhaeng. Más tarde, en la década de 1930, yuhaeng changga comenzó a ser producido por los compositores coreanos. Se sabe que estas canciones populares coreanas recién compuestas yuhaengga (lit. música de moda). Sin embargo, pronto adquirió un nuevo nombre, taejung Kayo (canción popular de masas), en referencia a la música popular en general. Kim Yong-hwan 's "Nakhwa Yusu" (las flores que caen y que fluye el río) se convertiría en emblema de este aumento de compositores coreanos y producir canciones populares. Además, ambas canciones representan el tema que surgió en yuhaengga, en que, por lo general, tratan de la expresión de las emociones personales de amor y de vida.

## Después del Régimen colonial de Japón
Después del final de la Segunda Guerra Mundial y el régimen colonial de Japón sobre Corea, el género comenzó a tener una influencia occidental más notable. 

### Laoccidentalizaciónde la música trot
Se hizo en parte por dos razones: La primera, la meta del Gobierno de Corea del Sur de erradicar los valores ideológicos del comunismo y, la segunda, el deseo de los músicos coreanos de basarse en las tendencias musicales populares de América para atraer a los soldados estadounidenses desplegados en Corea, introduciendo así efectos musicales exóticos a las audiencias de Corea del Sur. El trío femenino de cantantes The Kim Sisters se hizo popular durante este tiempo, ya que sus actuaciones llamaron la atención de los soldados estadounidenses y el público, catapultándolas a la fama cuando actúan en el Show de Ed Sullivan en 1960. Este período también trajo a primer plano una serie de músicos de Corea del Sur como Lee Mi-ja, Patti Kim Hye-ja, Tae Jin Ah, Na-Hoon-A.

## Decadencia en popularidad
La música trot fue perdiendo su posición dominante en la década de 1980, como música de baile pronto superó las ondas. Sin embargo, la invención de casetes produjo un gran impacto en la producción de trote, y contribuyó a la localización de la música trot. También ayudó la invención del sonido de mezclas trote, que ahora es un emblema de la música trot coreana contemporánea. Artistas como Chu Hyun-Mi y Epaksa crecieron en fama. En los últimos años, la música trot se ha convertido en símbolo de la música popular tradicional en Corea del Sur.
- Datos: Q485915
- Multimedia: Trot (music) / Q485915